# 消費者金融

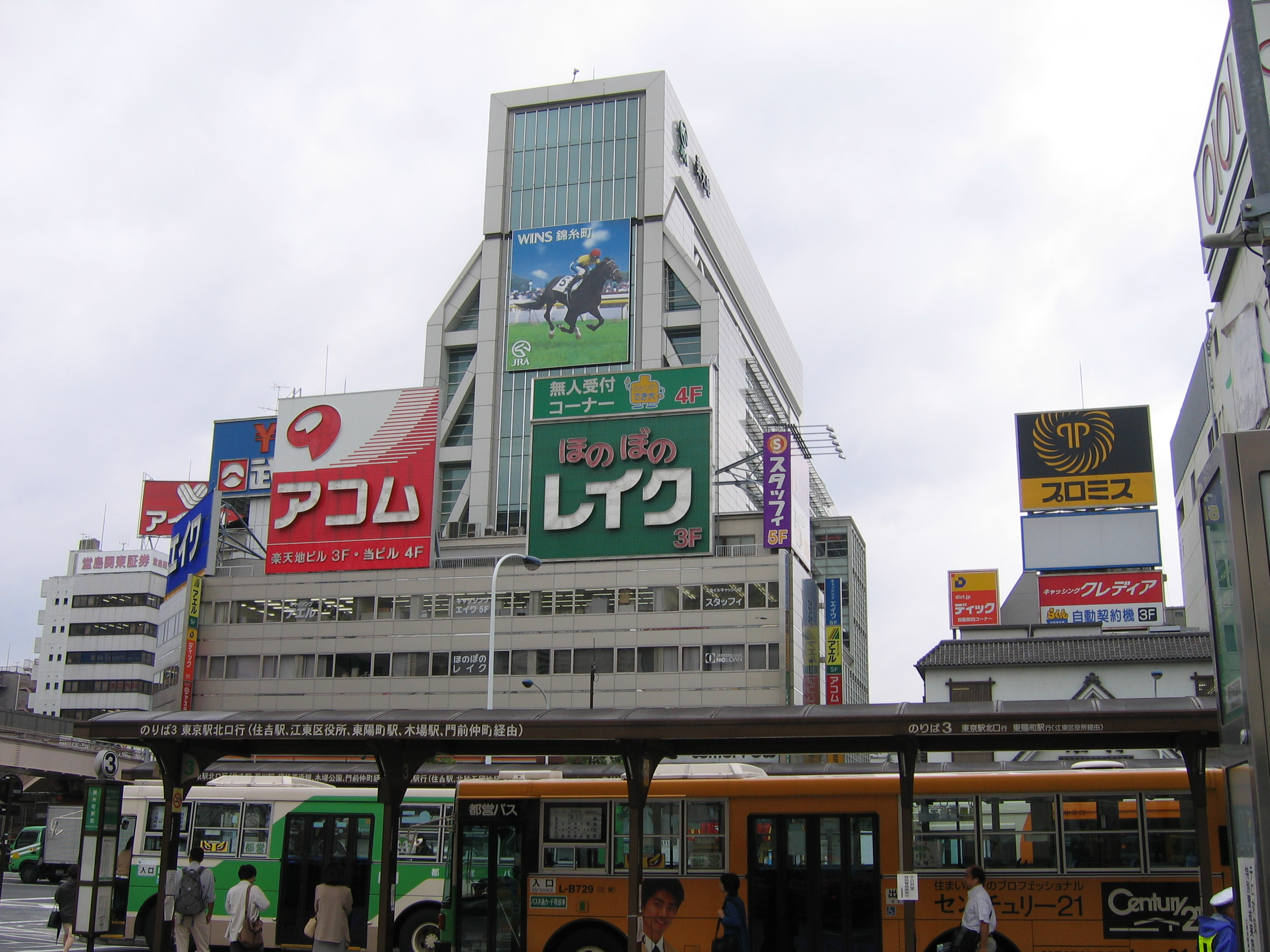
繁華街に並ぶ消費者金融業者の看板（2006年、錦糸町駅前。中央奥はJRA、ウインズ錦糸町）

消費者金融（しょうひしゃきんゆう、英: Sarakin）とは、消費者信用に基づいて個人向けの小口融資を行う貸金業者である。利用者がサラリーマン中心であったことから、略してサラ金とも呼ばれる。1970年代後半にはサラ金地獄が社会問題化したことから、現在でも消費者金融をサラ金と蔑称的に呼ぶこともある。
以下では特に断り書きがない限り、日本での事例について述べる。

## 歴史
金融機関による個人への融資は、1929年（昭和4年）の日本昼夜銀行（安田銀行が吸収）等による小口融資が始まりと言えるが、この流れは太平洋戦争による戦時統制経済体制への移行により、途切れることとなる。
日本昼夜銀行の条件は、
1. 借入人資格 - 25歳以上の既婚者で、東京および近接所在の官庁または相当な会社銀行に既に2年以上勤続し、今後もひきつづき勤務の見込みがある者。
2. 金額 - 50円以上 1000円まで。
3. 期限 - 1箇年。
4. 利子 - 年8%、天引き、ほかに貸出金額200円未満のものについては1口につき1円の手数料を徴する。
5. 資金用途 - 子女教育費、保険料、税金、定期券買入、敷金および転宅費、出産費、医療費、葬祭費、緊急衣服費、切迫した旧債償還、その他家庭経済増進費等に限られる。
6. 保証人 - 雇主・上役・高級同僚・親戚で、相当資産がある25歳以上の者の中から2名連帯する、相互保証は許されない。
7. 返済方法 - 主に月賦等。

1930年（昭和5年）7月から、三井銀行でも三井系の会社銀行員に限って、
1. 金額2000円以下
2. 利子年6%
3. 期限2箇年
4. 返済方法は年賦・年4期払・月賦

等の条件で行なった。
太平洋戦争後は、資金は復興を急務とする産業へ回され、個人への直接融資は戦後10余年を経るまで行われなかった。1950年代も半ばを過ぎると、信用金庫等の中小金融機関が消費者への融資に動き出した。そして1960年（昭和35年）には金融自由化への危機感から、都市銀行も消費者金融へと参入、ある種のブームとなった。この当時の銀行等による消費者金融は、融資対象者の制限（個人の信用調査体制が確立していなかったため）、担保や保証の確保、融資資金の使用先制限（目的ローン）が大部分であった。そんな中で、日本信販の「チェーン・クレジット」（1956年（昭和31年）開始。当初は日本信販会員のみであったが、のちに会員外にも提供）や、三洋商事（現・SMBCコンシューマーファイナンス）、関西金融（現：SMBCコンシューマーファイナンス）などによるサラリーマンへの小口融資（いわゆるサラリーマン金融・サラ金）が登場する。
1967年（昭和42年）には日本ダイナースクラブがクレジットカードによるキャッシングサービスを開始、1972年（昭和47年）には銀行がカードローン（「庶民ローン」、「市民ローン」と呼ぶ場合もある）を開始、また1977年（昭和52年）にはアメリカ大手消費者金融企業アプコ・ファイナンシャル・サービスによるサービスが開始され、その後も外資系企業が日本市場へと参入した。こうした中で、消費者の意識の変化などもあり消費者金融市場は大きく成長した。
だが、この頃から強引な貸付や取り立て、借金苦による自殺や家庭崩壊などが社会問題化し、貸金業規制法の制定へ向かう流れが作られることになる。#社会問題化も参照。

## 概要
利息制限法及び出資の受入れ、預り金及び金利等の取締りに関する法律（出資法）に基づく範囲内の金利で貸し付けるものと、これ以上の金利で貸し付けるもの（いわゆる闇金融）がある。ただし、貸金元本が10万円未満は年利20%、10万円以上100万円未満なら年利18%、100万円以上なら年利15%を上限とする利息制限法は、罰則はないものの強行規定（強行法規）である。強行規定は、公序良俗を具体化したものであり、公の秩序を維持することを目的とすることから、罰則の有無にかかわらずこれを遵守しなければならないとされる。契約について強行規定に反する部分は無効となる。
詳細は、#金利について を参照のこと。

## 登録
貸金業者は、貸金業法第3条に基づいて、二以上の都道府県の区域内に営業所又は事務所を設置する場合は内閣総理大臣（財務局）の、一の都道府県の区域内の場合は都道府県知事の登録を受けなければならない。無登録で営業している闇金融は貸付けそのものが違法行為として処罰の対象となる。しかし、近年は、合法的な正規の事業所としての実態がないのに都道府県登録を申請することがある。特に東京都に登録しているものもあり、このようなものは「十日で一割」ならぬ「東京都知事(1)第XXXXX号」（＝貸金業登録番号）からトイチ業者と呼ばれている。このような業者は、登録後、スポーツ紙などで広告することがある。

## 呼称について
1970年代頃は、サラリーマンを対象にした業者が多いとして「サラ金」（サラきん、「サラリーマン金融」の略語）、あるいは市街地に営業所があることから「街金」（まちきん）と呼ばれていた。街金と呼ぶ場合、小規模な貸金業者のことを幅広く指しており、一部違法な営業をしている闇金・ヤミ金も含まれるようなニュアンスの場合もある。しかし、1980年代頃からは、女性（OLや主婦）や自営業者などの契約も多いとして、「消費者金融」の名称がよく使用されるようになった。その背景には、過剰な融資や高金利、過酷な取り立てにより、「サラ金地獄」という言葉がたびたび使われるようになって、「サラ金」のイメージが著しく悪くなったことから、業界が新たな名称として「消費者金融」の使用を推し進めたことがある。なお、「サラ金」の呼称以前に1960年代頃は「団地金融」や「勤人信用貸」（つとめびとしんようがし）という呼び方もあった。
また、高い金利を特徴とすることから「高利貸し」とも呼ばれる。英語圏国家では高利貸し、闇の金融業者は ”Loan shark”（借金の鮫、サメ金）と呼ばれる。”Loan shark”の取り立てには、しばしば脅迫・暴力が伴う。2010年以降は、主に利息制限法を遵守する消費者金融と対比し、違法な金利で貸付を行う闇金業者等を指して「高利貸し」と呼ばれることが通常となっている。因みに、日本の消費者金融は英語圏では単に”Sarakin”と呼ばれている。
消費者金融は「サラ金」と呼ばれることも多いが、社団法人神奈川県貸金業協会は、2005年（平成17年）10月4日に、当時の会長・吉野英樹が『サラ金』と呼ばないことを求める会長声明を出している。なお、日本の法令用語に、サラ金や消費者金融などの語は存在しない。

## 社会問題化
1970年代後半から1980年代初頭に掛けての、いわゆるサラ金問題、そして1990年代初頭の、バブル経済崩壊以降の消費者金融問題が挙げられる。バブル崩壊後に消費者金融が成長した背景には、バブル崩壊によって経済的に苦しい消費者家庭が増加したこと、自動契約機の導入（1993年（平成5年）以降）、それまで深夜帯に限られていたテレビコマーシャルがゴールデンタイムなど、それ以外の時間帯でも解禁（1995年（平成7年））されたことなどがあった。これらの追い風を受けて、消費者金融は業界を挙げて、それまでの暗い「サラ金」「街金」のイメージの払拭に努めた。その結果、駅前の雑居ビルの狭い店鋪で担当者と向き合って融資を申し込むといった旧来の形だけではなく、郊外の国道沿いに設置された自動契約機へ契約申込をする利用者も増加した。また、「女性専用ダイヤル」と称して、女性スタッフとの電話で振り込むという、実際にはかたわらに男性がいても「女性対女性」をうたい、女性が心理的に借り入れしやすい環境を作る会社も増加した。この勢いで、大手業者には株式を公開（上場）する会社も現れた。株式公開（上場）することによって、経営者一族が莫大な富を得た例も知られている。
そのような中で2000年（平成12年）前後からは全情連（全国信用情報センター連合会）加盟の情報センター、CIC、全国銀行個人情報センターの個人信用情報機関によるブラックリスト（「ネガティブ」又は「ネガ」とも）情報の交流「CRIN（CRedit Information Network、クリン）」が開始され、与信の厳格化が図られた。これによって大手6社などでは契約者の属性が向上し経営自体は健全化していったが、スケールメリットのある大手業者とこぢんまりと経営可能な小規模業者の間に挟まれた中堅クラスの業者の中には、急激に業績が悪化して倒産、大手業者による買収、または債権譲渡するものも現れた（会社更生法が適用され更生計画が認可されると、更生計画に入っているものを除いた会社更生手続開始以前の債権は効力を失うため、過払金返還請求に大きな影響がある）。本来、信用情報の目的は貸金業者自身の経営の健全性ではなく、過剰貸付を防止し、もって多重債務者の発生を減少させることにある。この点につき、その目的とは裏腹に信用情報が一部の業者で勧誘の材料として用いられているとの指摘がある。個人信用情報を利用して、借り入れ残高があるが業者の定めた限度額に達していない顧客を探し出し、拒否されても借り入れを勧めていたことが発覚している。このような行為は信用情報の目的外使用であり信用情報交換契約（信用情報機関とその会員たる貸金業者間で交わされている契約）違反である。したがってこの指摘は目的外使用に民事上の責任追及しかなされないことの問題を指摘したものということができる。また、個人情報の保護に関する法律（個人情報保護法）が適用される信用情報に関しては同法違反となる可能性もある。
なお、この頃「ヤミ金」被害が急増しており、その原因を上記のような信用情報機関の情報交流による与信の厳格化と中堅業者の淘汰に求める見解もある。他方、消費者金融業界は、原因は2000年（平成12年）の出資法改正による上限金利の40.004%から29.2%への引き下げによる中小零細業者の撤退・倒産にあるとしており、業者の淘汰の原因を信用情報の交流に求めるか法改正に求めるかの点において上記の見解と異なる。また、この2つの見解と異なった視点から、この時期のヤミ金被害急増の原因は不況の長期化による所得の減少、デフレによる金融債務の実質負担の増加、暴対法施行及び不況による暴力団員のサイドビジネスへの進出、携帯電話の普及などにあるとする見解もある。また、税金・損害賠償・養育費などは自己破産をしても支払い義務が残るため、それらの債務の返済のためにヤミ金に手を出すケースもある。2003年（平成15年）にヤミ金対策を主目的に貸金業規制法が改正されたと同時に、出資法の上限金利の引き下げが論じられたが実現しなかった。
近年、大手の消費者金融会社は、銀行と提携しローン（個人向けの銀行ローン）保証業務に乗り出したり、また、メガバンク（持株会社を含む）の資本参加を受けるなどの動きもある一方、前近代的なオーナー経営の業者も多く、取立てにかかわる数々の問題、高金利、押し貸し（貸し込み競争）、「武富士」創業者の元会長が関与したジャーナリスト宅盗聴事件などの社会問題が依然として解決されていないと言える。「借りた人間が悪い」とする意見もあるが、「大手消費者金融業者の営利広告の影響等により高金利の借入に対する抵抗が減少した」などの指摘や、（連帯）保証人以外の家族等法律上弁済の義務を負わない人間が返済にかかわっている例が多くあるなど「借りた人間が悪い」という決め付けだけでは済まない問題も発生している。
分母である自殺者全体の増加もあるが、利用者の自殺の増加が指摘されており、返済を続けても、完済が困難である状態は「サラ金地獄」とも呼ばれる。自殺者全体については、自殺率（人口10万人あたり、厚生労働省人口動態統計）は1997年（平成9年）から1998年（平成10年）にかけて18.8人から25.4人へと急増しており、自殺者数（警察庁「自殺の概要資料」）は1997年（平成9年）の24391人から1998年（平成10年）には32863人へと急増した。警察庁の統計によると、2006年（平成18年）の自殺者数32155人について多重債務などの経済苦が原因とみられる自殺者は約8000人とされている。また、2005年（平成17年）における大手5社利用者の自殺は判明しているだけで3649件であった。20歳以上の死亡者に占める自殺者の割合は2.8%（人口動態調査05年、厚生労働省）であるのに対して、金融庁などによると、大手5社利用者の死因判明分に占める自殺率は25.5%であった。
2006年（平成18年）8月には、消費者金融の大手5社を含む10社がリスクを最小限に抑えるために、借り手が死亡・重度障害で返済不能になった場合に備えて借り手を生命保険（消費者信用団体生命保険）に加入させ、保険金として債務残高分を消費者金融を受取人にしていることが明るみに出た。本人が契約自体を知らない場合もあり、保険金は遺族を素通りして消費者金融に支払われる。2005年（平成17年）に大手5社が支払いを受けた件数は延べ3万9880件であり、自殺によるものは判明しているだけで3649件であった。メリットとして遺族が債務を負わない点があるが、死亡した債務者が過払い（不当利得の返還を遺族が消費者金融に求められる状態）であっても保険金は消費者金融に債務残高分として全額支払われ、過払いの事実は遺族には一切伝えられない。この保険が存在せず、相続放棄・限定承認をしない場合、遺族が死亡した債務者の債務を任意整理（利息制限法の金利で計算し直した残債務を利息無しで一括・分割返済（3 - 5年））するには、相続人が弁護士・認定司法書士等に委任する。
一般に、消費者金融は利息制限法を超える金利での貸付の場合、みなし弁済の無効を主張されると、訴訟では全額を回収することができないため、訴訟の前に訴訟以外の手段を用いて回収を急ぐことがある。全額の回収を容易、確実にするために、連帯保証人付きのローン・不動産担保ローンでの借り換え、公正証書の作成等の手段を用いる場合もある。過払いが生じている法律上支払義務のない債務者に対して、強引な取立てを行うことも常態である。過払いが生じている場合は訴訟による回収が困難であるが、被告が裁判を欠席、答弁書を提出しない場合、また訴訟以外では支払督促に対して督促異議の申立てをせず放置した場合等、例外がある。
厳しい取り立ては違法な手段（脅迫罪・強要罪・住居侵入罪・不退去罪・業務妨害罪・恐喝罪・ストーカー行為等の規制等に関する法律（ストーカー規制法）等の刑法上の犯罪が成立することもある）を伴うことも多く、当事者・関係者に多大な苦痛を与える点で問題があるが、専門家（弁護士・認定司法書士等）の介入があった場合は、貸金業の規制等に関する法律第21条6項の規定により、貸金業者が債務者に接触する事は出来なくなる。
なお、最近では店舗や自動契約機での申し込みは減少し、インターネットやコールセンター経由で申し込みをして、審査を一通り終わらせ、最寄の自動契約機や本人限定受取郵便で、キャッシングカードを受け取るというケースが増加している。
また、最近さかんに宣伝されているおまとめローンには次のような問題がある。
1. まとめる前に任意整理などを行えばできたかもしれない「引きなおしによる債務の減額」ができなくなる。したがって実質的に債務が増えてしまうことがある。
2. 特に過払いの場合は「もともと払う必要のなかった債務」をあらためて背負うことになる。

上記の問題を考慮して、過払金が返還される可能性について注意を喚起するただし書きをCM、広告などに付している場合がある。

### 近年の金融庁による指導など
- 2006年（平成18年）4月：クレジットカード会社の一つである「オーエムシーカード」の子会社であるアルファオーエムシーに対し、金融庁は4月24日から5月18日までの25日間、債権回収をする管理センターの業務停止命令（弁済の受領などを除く）を出した。担当者3人が昨年11月、3日間にわたり合計6回、債務者の妻に電話をかけ、借金の一括返済などを迫ったことなど違法行為が繰り返されていたとして貸金業規制法に違反する過剰な取り立て行為に当たると判断した。
- 2006年（平成18年）4月14日：「アイフル」に対し、融資や取り立てを巡る違法行為が繰り返されていたとして、全店に対し5月8日から3 - 25日間の新たな顧客の勧誘、融資などに関する業務停止命令が金融庁より出された。
- 2006年（平成18年）7月27日：「アエル」（ローンスターグループ）は関東財務局から、貸金業規正法違反により約250ヶ所ある支店や事務所で2006年（平成18年）8月21日から3 - 26日間の全店業務停止命令を受けた。
- 2006年（平成18年）8月23日：「アコム」に対しおこなわれた金融庁の定例検査の際、朝日新聞により「業務停止命令を前提とした異例の再検査」との報道がなされたが、その後なんら処分は科されていない。
- 2006年（平成18年）10月20日：「レイク」は、債務者の依頼を見落とし勤務先に督促の電話をかけたとして、金融庁から11月13日から11月17日までの5日間業務停止命令（東京と大阪の電話サービスセンターが対象）を受けた。
- 2007年（平成19年）4月4日：三和ファイナンスに対し、違法な取り立て行為などを行ったとして、全店舗での業務停止命令処分発動。組織的な違法行為があったと判断され、4月23日から、最長で6月27日までの長期となった。
- 2008年（平成20年）7月4日：貸金業者が2008年（平成20年）4月21日付けの夕刊紙やスポーツ紙に掲載した広告について、金融庁などが調査を実施、不適切な内容とされた148業者に対して行政対応がされた。→#新聞広告を参照。

### 都市の景観に関する問題

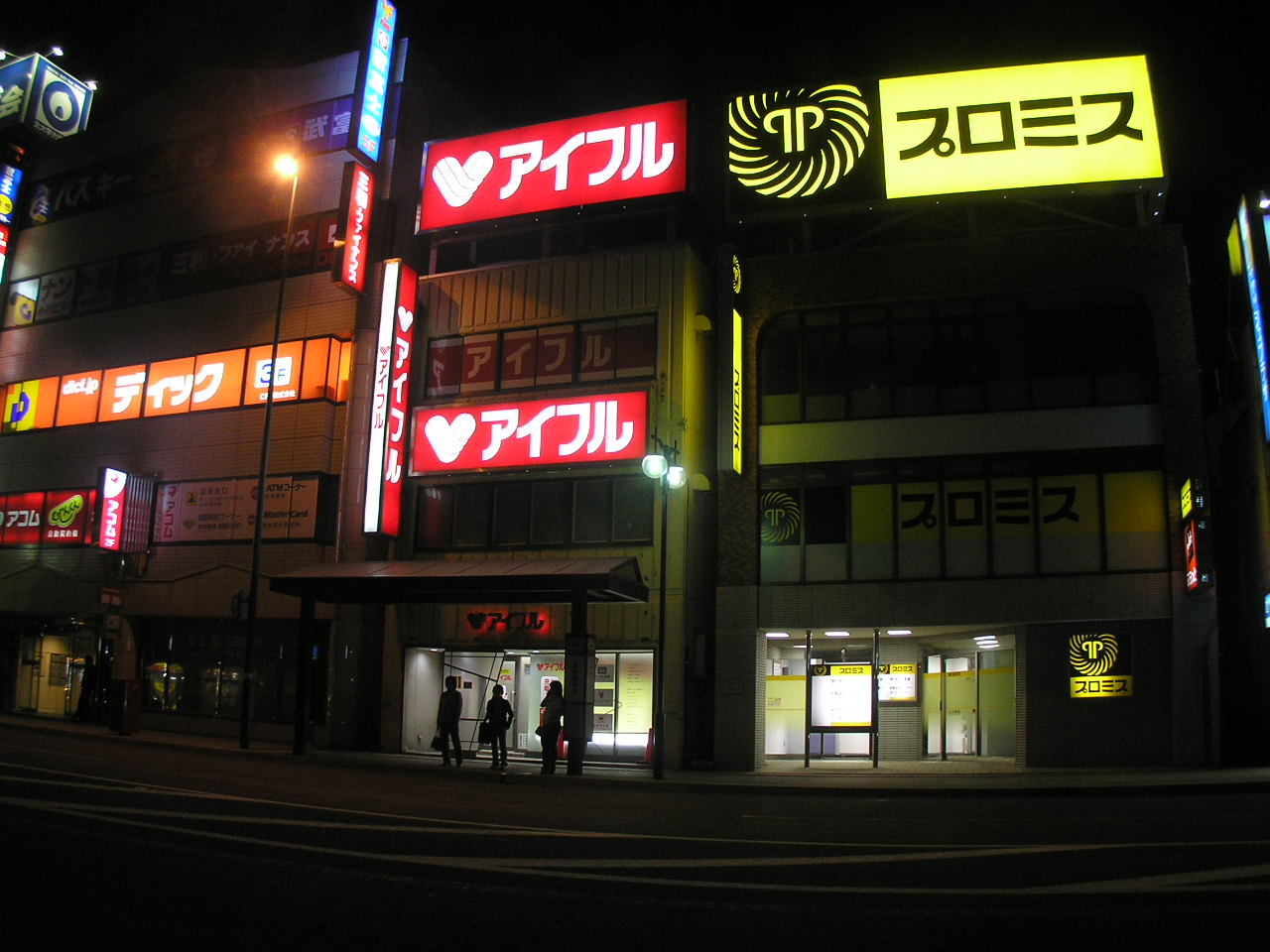
北海道のサラ金雑居ビル街

1990年代後半より（北海道の10万人単位規模の地方都市では既に1980年代初頭から）、特に地方都市の繁華街中心部や駅前などの一等地に出店する消費者金融業者が増え、どの街に行っても大手業者の巨大な看板が占拠する事態が発生し続けている。これらによって、それぞれの街の持つ独自の景観が破壊され、画一的で没個性的な街並みがつくられる原因のひとつとなっているという批判がある。いわゆるサラ金ビルも参照されたい。

## 金利について
かつて消費者金融において一般的であった金利(29.2%及び29.28%)について説明する。これは、かつて出資法の上限金利であり、これを超えた貸付けを行うと刑事罰の対象となったものである（詳細は「闇金融」の項目を参照のこと）。
例えば、100万円を出資法上限金利である29.2%の利息で借入し一年間全く返済をしなかった場合、約29万円の利息が生じる（出資法において定める延滞利息ないし賠償額の上限は通常利率と同率）。
消費者金融の金利は出資法の上限金利を超えることはないが、一般に利息制限法の基準（10万円未満20%、100万円未満18%、それ以上は15%）を超えていた。利息制限法は強行法規であり、利息制限法を超える約定利息は民事的には無効である。従って本来は利息制限法を越える部分の金利は払う必要はなく（利息制限法の上限利率を超過する利息契約は無効）、もし支払ったのであればそれは元金の返済に充当され、過払いが生じていれば弁護士・認定司法書士等（または本人）による交渉、訴訟によって返還させることができる（不当利得の返還、いわゆる過払い請求。）。ただし、完済後、10年以上経過している場合は時効（消滅時効）を主張される可能性が高い。相手が貸金業者で訴訟等をせずに放置されているなら、借り手の債務の消滅時効は最後の取引があった時から5年、過払い請求などの債権の消滅時効は最後の取引があった時から10年である（2009年（平成21年）1月22日、最高裁第一小法廷（泉徳治裁判長）は、時効は過払い金が発生した時点ではなく、取引の終了時から始まるとする判断を示し、最終的な取引（借り入れや返済）から10年以内であれば、過払い金全額の返還を求められるとした。）。完済後も過払い請求は可能だが、債権の消滅時効が障害になることがある。
かつては、法定の契約書類・受取証書が整備され、契約者が納得の上で自主的に払っている「任意の弁済」である場合は金利の支払として有効となり、消費者は返還を求めることができないとされていた。これをみなし弁済（貸金業法43条）という。しかし実際には、判例により上記要件の一つとしての受領書（18条書面）の発行が銀行振込での返済時にも要求されるなど、貸金業法43条はみなし弁済が認められることはほとんどないと言ってよいほど厳格に解されており、また、最高裁における一連の判決によって、みなし弁済が成立する可能性はほとんど無くなった。
弁護士・認定司法書士等が、依頼者の債務整理、具体的には「裁判所を通じた自己破産・個人民事再生・調停」や「任意整理」（弁護士・認定司法書士等が受任し、利息制限法の金利で計算し直した残債務を一括・分割返済（3 - 5年）する債務整理方法、将来利息は原則として付かない）等を受任した際には、これを正確に利息制限法の金利で計算し直して残債務を減額させ、過払いがあれば返させる（利息の引き直しという）。
仮に約定利息29.2%で、約定利息分のみを返済し続けた場合、新たな貸付がないなら6年未満で債務は0となる。実際には、約定利息分を超える返済と新たな貸付が混在していることが通常であり、正確な取引履歴に基づいた正確な引き直し計算が必要である。貸金業者が取引履歴の開示を渋る場合もあり、過払い金を回収するための訴訟が必要となることもある（取引履歴は弁護士・認定司法書士等が代理人となって貸金業者に開示を求めることが多い。開示を求めることは本人でも可能であり、信用情報機関に登録されることはないが、業者にマークされる可能性はある。業者による取引履歴の改竄も発覚しており、注意が必要である。個人と弁護士では送付される取引履歴の書式が異なることもある。）。
過払い金=不当利得は「法律上の原因なく」受けた利益である。不当利得であると知りながら利益を得ていた貸金業者は「悪意の受益者」であり、受けた利益に法定利息（年利率5 - 6%）をつけて返還する必要がある。しかし、貸金業者は、過払い金があるということを知りながら、これを自発的に返そうとはしない。そのうえ、みなし弁済の要件を満たさないがゆえに不当利得になることを知りながら返済金を受け取り、取立てを続けている。過払い金の返還を求められる状態（不当利得返還請求が可能な状態、すなわち引き直し計算の結果、貸付残高がマイナスになっている状態）であるのに借り手が気づいていないことも多い。
この問題について、貸金業者側からは「みなし弁済の要件が厳しすぎる」との意見があるが、他方、識者からは「みなし弁済は、利息制限法に違反する無効な弁済を「例外的に有効な弁済とみなす」として特典を与えるものであるから、厳しい基準をクリアしなければならないのは当然」「刑事罰の不存在に乗じて、貸金業者が利息制限法を守らない貸付けをするのが悪い」という指摘も多い。29.2%という出資法上限金利（かつ、みなし弁済が認められれば収受可能な金利）は、英米を除く先進国に比べて高すぎる、との指摘もある。また、利息制限法の上限金利を超えるが、出資法の上限金利を超えない金利をグレーゾーン金利という。現在、この議論はみなし弁済規定が貸金業法完全施行時に廃止されることで一応の決着を見ている。
最高裁第二小法廷判決 平成16年（受）第1518号 貸金請求事件（2006年（平成18年）01月13日） において、利息制限法以上の金利の支払いについて、「期限の利益喪失条項」などで事実上の強制がなされた場合、みなし弁済の要件を満たしていないとされた（シティズ判決）。続いて1月19日に最高裁第一小法廷、1月24日に最高裁第三小法廷において同様の判決があり、3つの小法廷で判断が一致した。これら一連の判決によってみなし弁済の成立する余地はほぼなくなり、これを受けて、金融庁は、貸金業規制法の施行規則を改正し、契約書・領収書に「期限の利益喪失条項」は利息制限法の利率を超えない範囲においてのみ効力を有すると記されることになった。この改正が、みなし弁済をめぐる法廷での争いに影響を及ぼす可能性が指摘されている。
2007年（平成19年）7月、大阪高裁は「灰色金利による請求は違法な架空請求に類似する」と判断しており、札幌高裁も同様の判断を4月に出している。
2010年（平成22年）6月18日より改正貸金業法が完全施行され、同時にみなし弁済制度は廃止された。
銀行や信販会社のローンカードによるキャッシングサービスも、上記と同じ状況であるが、このうち信販会社などのショッピングクレジット（個品割賦）の長期回数支払で利息制限法を超える手数料率（金利）であっても、貸金業法・利息制限法などの規制は一切受けないため（割賦販売法が適用されるため）注意したい。クレジットカード (日本)の場合、債務整理の際にキャッシングについて過払いがあれば、ショッピングクレジットの債務と相殺される。
また少数であるが、深夜帯に現金が必要な者が自らの銀行口座から預金を引き出す場合ATM手数料が100～200円（消費税抜き）かかるが、かつては消費者ローンの貸付を受ける場合ATM手数料を貸金業者が負担していたため、金曜の夜に借入して月曜の朝に返済すれば「銀行ATM手数料≧借入利息」となることに着目し活用する利用者がいた。
| 主な消費者金融の金利 | 主な消費者金融の金利 | 主な消費者金融の金利 |
| 会社                 | 金利                 | 分類                 |
| -------------------- | -------------------- | -------------------- |
| プロミス             | 4.5％～17.8%         | 専業大手             |
| アイフル             | 3.0％～18.0％        | 専業大手             |
| アコム               | 3.0％～18.0％        | 専業大手             |
| SMBCモビット         | 3.0％～18.0％        | 銀行系消費者金融     |
| レイク               | 4.5％～18.0％        | 銀行系消費者金融     |
| J.Score              | 0.8%～12.0%          | 銀行系消費者金融     |

銀行カードローンの平均上限金利が年15%程度なのに対し、消費者金融の上限金利は年18%程度となっている。

## 関連法令改正と影響
2006年（平成18年）12月13日の第165回臨時国会において、「貸金業の規制等に関する法律等の一部を改正する法律」が成立し、12月20日に公布、段階的に施行されている。2010年（平成22年）の6月18日に全条文が施行された。また、この改正の最終期限をもって出資法の上限金利は年率20%となり、みなし弁済規定は廃止された。しかし、施行期間の最終期限までグレーゾーン金利が残ることについては批判がある。また、施行から2年半以内に出資法及び利息制限法に基づく金利規制のあり方について所要の見直しを行う「見直し規定」が定められている。みなし弁済規定の廃止、新規参入や融資額などの規制強化、罰則などの強化が行われる等、詳しい改正の内容については貸金業法参照のこと。
2007年（平成19年）には早くも影響が現れており、優良顧客を確保するために大手消費者金融・大手商工ローンは、新規の顧客について銀行系消費者金融と同じ水準まで上限金利を引き下げ、審査を厳しくして融資先の絞込みを行った。また、多くの業者で貸し付けできる年齢の上限が70歳未満となり、既存顧客でも70歳に達していると新規の借り入れができなくなった。
「通常、貸出残高と回収実績の両方について厳しいノルマが課せられ、達成できないと支店（通常支店長一人と部下二、三人）で連帯責任を取らされる場合も多い。」と言われる消費者金融の業態にも変化が現れている。
大手業者については、上限金利引き下げに伴う審査の厳格化（適正化）による成約率の70%台から30%台への低下や、「ネオヤミ金」といわれる、以前の上限金利である40%程度で融資するヤミ金業者の出現、過払い請求への対応及び銀行等が融資を引き締めたことによる中堅以下の業者の倒産・廃業（クレディア、アエルの民事再生法申請など）などが発生している。このような場合、過払い金債権者（借り手）が過払いだということを知らないなどの理由で期日までに届け出できない場合、過払い金の請求が難しくなることがある。
クレディアは2008年（平成20年）5月22日に民事再生計画案を提出し、債権届出された過払い利息返還請求権については (1) 40%の弁済率で一括弁済する。(2) 30万円までの少額債権は全額弁済する。また、債権届出ができなかった債権者も届出がなかったことによって失権することはなく、利息返還請求権が再生債権として確定すれば同様に弁済することを発表した。
大手系列の中小業者にも閉店・営業停止が続いている。また、廃業した業者から債権譲渡を受けた業者が一括回収に乗り出す例も報道されている。このような場合、債権譲渡、営業譲渡は過払い金の請求に対して影響がありうる。滞納された地方税に充当するため、地方自治体が住民の過払い金の返還を受ける権利を差し押さえるケースがある（消費者金融が返還に応じず、訴訟になることもある。）
法改正による上限金利の引き下げについては、賛成派と反対派の対立が存在した。両派には激しい意見の対立があり、反対派は全国貸金業政治連盟（全政連）などを通じて政治献金、パーティー券購入などによる政界への働きかけをおこなった。また外資系消費者金融などの意を受けた米国政府も規制緩和要望書で、グレーゾーン金利を上限とする規制改革について触れている。
引き下げ反対派の主張の例としては以下のようなものがある。
1. 多重債務者を標的にするヤミ金融の増加に対しては、刑事罰の強化で対処すればよい。金利をどのように設定するかは無関係である。
2. 自由経済社会において、国家が金利の上限（つまり統一価格）を決めることは問題がある。
3. 金利の上限を決めることは供給を絞ることであり、供給を絞ればあぶれた需要者は破産やヤミ金融に追い込まれる。
4. 消費者や個人事業主など、目的や金額の多寡も異なるのに一律に金利を定めるのは妥当でない。
5. グレーゾーン金利は法的に不安定であるから解消されるべきである。しかし、経済への影響を最小限にとどめるために出資法の29.2%、またはそれに近い金利に合わせることで解消すべきだ。

引き下げ賛成派の主張の例としては以下のようなものがある。
1. ヤミ金融は規制を強化すれば減少する。規制を強化しないで金利を引き上げる口実にするのは誤り。
2. ヤミ金融は、出資法の上限金利が現在より高い頃にもはびこったことがある。ヤミ金融と金利の問題とは切り離して考えるべきである。
3. 一律の高金利を維持することは、ローリスク層に貸し倒れリスクを転嫁している状態である。
4. 「借りられない人」は新たな貸し出しを受けて借金を増やすより、債務整理に取り組むのが望ましい段階であることも多い。
5. 債務整理、過払い請求をした人だけが利息制限法の恩恵を受けられる状態は不公正である。
6. 緊急時の資金等は社会保障制度、セーフティーネットの充実等で公的に対応すべきである。

参考 ヤミ金融対策について、日弁連は次のような提案をしている。
1. 貸金業者登録に当たって1000万円程度の営業保証金制度を導入する。
2. 出資法の上限金利を超える金利での貸し付け及び無登録営業の罰則を強化する。
3. ヤミ金融の契約は無効として、元本を含む、すべての債権を回収する権利を一切認めないようにする。

2007年（平成19年）6月12日、帝国データバンクが発表したパチンコ業者の動向調査は、パチンコ業者の5月の倒産件数は集計を開始した2005年（平成17年）以降、実質的に最多の11件（負債総額147億円）に達したことについて、規制強化に対応して賭博性の高い機器を交換する費用負担と消費者金融業者が貸金業規制法改正による上限金利引き下げを前倒しして、新規の融資を絞った影響から消費者金融からの借金が元手の顧客が減少したことが原因としている。
中小・零細企業倒産の要因の一つとして、2010年（平成22年）の貸金業法完全施行に先んじてノンバンク（事業者ローン、消費者金融）の一部が金利を利息制限法に違反しないように改正し（新規顧客向けローンの金利を20%以下に設定する動きがある）、それにともない審査の厳正化（適正化）が図られ、倒産のリスク、貸し倒れリスクの高い企業・個人に高金利で融資することが減少したことがあるとする意見がある。貸金業法改正は多重債務者救済を目的としているが、その一方で「官製不況」の原因の一つとする意見もあり、反論もある。渡辺喜美金融・行政改革担当相（当時）はそれに対して反論している。また、引き下げ反対派は引き続き、法改正の見直しを視野に入れて同様の主張を続けている。また、金融業者の経営状態の悪化、廃業、倒産（会社更生法適用、民事再生等）、営業譲渡などは過払い金（不当利得）の返還に影響を及ぼしている。
2008年（平成20年）4月の時点で企業倒産が増加傾向にある。金融業者の企業倒産も増加傾向にあるが、他業種の企業倒産も増加傾向にある。帝国データバンクは2007年（平成19年）度の全国企業倒産集計で原料高関連の倒産が増加し、法改正（改正建築基準法）の影響を受け、建設、小売、サービスなど内需関連の幅広い業種で倒産が増加したとしている。消費者金融の倒産について改正貸金業法の影響と、金融機関からの引き締めを指摘している。倒産が増加した大きな要因は、中小・零細企業の収益環境の悪化にあるとして①原料高②資材高③改正建築基準法施行に伴う関連業界の混乱④資金調達環境をあげ、サブプライム問題で多額の損失を被った金融機関に融資の選別を強める動きがあるとする。ノンバンク（事業者ローン、消費者金融）の審査の厳正化（適正化）を中小・零細企業の倒産増加の要因にあげていない。また、2004年（平成16年） - 2008年（平成20年）まで、最高裁集計による自己破産申請数は一貫して減少しており、2006年（平成18年） - 2007年（平成19年）に自己破産申請数の減少率は微増している。2008年（平成20年）の個人及び法人の自己破産は合計約14万件であり、2007年（平成19年）より約17000件減少している。個人は約12万9000件で5年連続の減少、法人は約1万1000件で3年連続の増加となった。また、民事再生（個人向け）の申し立ては2007年（平成19年）に約2万7000件、2008年（平成20年）に約2万4000件であり減少している。
金融庁は、消費者金融5件以上から借り入れをしている人が2008年（平成20年）3月末の時点で、約117万7000人となり、前年同期の約171万1000人に比して三割以上減少したとしている。2008年（平成20年）5月、三社以上から借りている人は378万人いる。また、自治体が多重債務者対策に取り組んでいる例もある。
| 年 | 各月末                     | 一人当たり無担保無保証借入の残高有り件数毎の人数(万人) | 一人当たり無担保無保証借入の残高有り件数毎の人数(万人) | 一人当たり無担保無保証借入の残高有り件数毎の人数(万人) | 一人当たり無担保無保証借入の残高有り件数毎の人数(万人) | 一人当たり無担保無保証借入の残高有り件数毎の人数(万人) | 合計       | 合計           |
| 年 | 各月末                     | 1件                                                    | 2件                                                    | 3件                                                    | 4件                                                    | 5件以上                                                | 人数(万人) | 残高金額(億円) |
| --- | -------------------------- | ------------------------------------------------------ | ------------------------------------------------------ | ------------------------------------------------------ | ------------------------------------------------------ | ------------------------------------------------------ | ---------- | -------------- |
| 2007 | 3月                        | 491.6                                                  | 233.4                                                  | 156.0                                                  | 115.8                                                  | 171.1                                                  | 1,167.9    | 136,502        |
| 2007 | 6月                        | 501.9                                                  | 237.1                                                  | 155.3                                                  | 112.3                                                  | 154.8                                                  | 1,161.4    | 132,060        |
| 2007 | 9月                        | 504.9                                                  | 238.8                                                  | 156.1                                                  | 111.3                                                  | 143.1                                                  | 1,154.2    | 128,866        |
| 2007 | 12月                       | 507.4                                                  | 239.9                                                  | 155.1                                                  | 108.2                                                  | 125.4                                                  | 1,136.0    | 123,351        |
| 2008 | 3月                        | 508.3                                                  | 239.8                                                  | 154.4                                                  | 106.3                                                  | 117.7                                                  | 1,126.4    | 120,031        |
| 2008 | 6月                        | 514.5                                                  | 242.0                                                  | 154.3                                                  | 104.0                                                  | 104.3                                                  | 1,119.1    | 115,749        |
| 2008 | 9月                        | 514.6                                                  | 242.4                                                  | 153.9                                                  | 102.2                                                  | 97.0                                                   | 1,110.2    | 112,841        |
| 2008 | 12月                       | 518.4                                                  | 244.6                                                  | 153.8                                                  | 98.6                                                   | 81.0                                                   | 1,096.4    | 107,973        |
| 2009 | 3月                        | 520.0                                                  | 244.9                                                  | 152.0                                                  | 94.7                                                   | 72.7                                                   | 1,084.1    | 103,806        |
| 2009 | データ移行期(2009年6月 - ) |                                                        |                                                        |                                                        |                                                        |                                                        |            |                |
| 2009 | 6月                        | 581.4                                                  | 265.4                                                  | 156.3                                                  | 91.9                                                   | 65.0                                                   | 1,160.1    | 103,567        |
| 2009 | 9月                        | 670.9                                                  | 308.0                                                  | 177.2                                                  | 102.5                                                  | 79.6                                                   | 1,338.2    | 113,659        |
| 2009 | 12月                       | 695.8                                                  | 318.7                                                  | 180.3                                                  | 101.6                                                  | 79.8                                                   | 1,376.2    | 112,125        |
| 2010 | 3月                        | 712.5                                                  | 333.8                                                  | 187.5                                                  | 103.1                                                  | 83.7                                                   | 1,420.7    | 113,190        |
| 2010 | データ移行期( - 2010年5月) |                                                        |                                                        |                                                        |                                                        |                                                        |            |                |
| 2010 | 6月                        | 787.3                                                  | 343.0                                                  | 192.0                                                  | 108.6                                                  | 106.9                                                  | 1,537.6    | 120,840        |
| 2010 | 9月                        | 793.0                                                  | 343.0                                                  | 190.0                                                  | 106.0                                                  | 101.0                                                  | 1,532.0    | 126,451        |
| 2010 | 12月                       | 787.0                                                  | 337.0                                                  | 181.0                                                  | 95.0                                                   | 81.0                                                   | 1,480.0    | 116,244        |
| 2011 | 3月                        | 793.0                                                  | 335.0                                                  | 176.0                                                  | 90.0                                                   | 74.0                                                   | 1,469.0    | 111,658        |
| 2011 | 6月                        | 794.0                                                  | 329.0                                                  | 166.0                                                  | 82.0                                                   | 63.0                                                   | 1,434.0    | 92,550         |
| 2011 | 9月                        | 799.0                                                  | 327.0                                                  | 162.0                                                  | 77.0                                                   | 57.0                                                   | 1,422.0    | 88,857         |
| - 表の見方 - 「一人当たり無担保無保証借入の残高有り件数毎の人数」は、1件でも無担保無保証借入の残高がある者を、無担保無保証の借入件数毎に集計したもの。 - 完済した債務や残高がゼロの契約や無担保無保証以外の債務は1件として数えない。 - 債務者が破産や特定調停など法的整理を行った後に債権放棄されていないもの、貸金業者が過払金返還請求に応じた後に残高があるもの（平成20年1月以降）については1件として数える。 - 「残高金額」は、当該債務者の残高のある全ての無担保無保証借入及び残高金額を集計したもの。無担保無保証以外（販売信用など）の件数や残高は含まない。 - 注 - 2009年（平成21年）4月1日をもって、日本信用情報機構（旧社名テラネット）は、全国信用情報センター連合会（全情連）加盟33情報センターから信用情報事業を承継しており、同年6月以降、旧テラネットに登録されていた無担保無保証借入れにかかる情報を本統計に順次反映させたため、同月以降、人数合計、残高金額合計等の各種データが増加した。（移行作業は同年12月に完了。） - 2009年（平成21年）8月1日をもって、日本信用情報機構は、シーシービーと合併し、同社に登録されていた無担保無保証借入れにかかる情報を本統計に順次反映させたため、同月以降、人数合計、残高金額合計等の各種データが増加した。（移行作業は2010年（平成22年）2月までに完了。） - 2010年（平成22年）3月11日に日本信用情報機構が指定信用情報機関となったことから、これまで加入貸金業者が登録していなかった未同意債権（貸金業者が加入指定信用情報機関との間で信用情報提供契約の締結前に行った貸付けに係る債権であって、個人信用情報の提供について債務者の同意がないもの）の情報の登録を同月から5月にかけて行ったため、当該期間中における人数合計、残高金額合計等の各種データが増加した。 - 2010年（平成22年）9月以降、小数点以下四捨五入。 |                            |                                                        |                                                        |                                                        |                                                        |                                                        |            |                |

| 年   | 申立件数(件) |  |
| ---- | ------------ |  |
| 1985 | 14,625       |  |
| 1986 | 11,432       |  |
| 1987 | 9,774        |  |
| 1988 | 9,415        |  |
| 1989 | 9,190        |  |
| 1990 | 11,273       |  |
| 1991 | 23,288       |  |
| 1992 | 43,144       |  |
| 1993 | 43,545       |  |
| 1994 | 40,385       |  |
| 1995 | 43,414       |  |
| 1996 | 56,494       |  |
| 1997 | 71,299       |  |
| 1998 | 103,803      |  |
| 1999 | 122,741      |  |
| 2000 | 139,280      |  |
| 2001 | 160,457      |  |
| 2002 | 214,638      |  |
| 2003 | 242,357      |  |
| 2004 | 211,402      |  |
| 2005 | 184,422      |  |
| 2006 | 165,917      |  |
| 2007 | 148,248      |  |
| 2008 | 129,508      |  |
| 2009 | 126,265      |  |
| 2010 | 120,930      |  |

|      | 多重債務 | 経済・生活問題 |
| ---- | -------- | -------------- |
| 2007 | 1,973    | 7,318          |
| 2008 | 1,733    | 7,404          |
| 2009 | 1,630    | 8,377          |
| 2010 | 1,306    | 7,438          |

融資先の絞込みと中小業者の倒産・廃業によって融資は縮小傾向にあるが、消費者金融大手4社の2008年（平成20年）3月期連結決算は引当金積み増しで赤字となった前期に比して各社とも黒字に転換している。大手4社の2009年（平成21年）3月期連結決算では、最終（当期）損益は武富士、プロミスは2年ぶりの赤字となった。アイフル、アコムは黒字ながら大幅減益となった。
2009年（平成21年）11月、政府が貸金業の規制を緩和する方向で検討しており、総量規制の妥当性、ルールの変更の影響を小さくする「激変緩和措置」の導入等について議論することが報じられた。
2009年（平成21年）11月12日、日弁連は、資金繰り悪化の原因は改正貸金業法施行の影響等のノンバンクの融資態度・動向では1.5%であり（中小企業の資金繰りに関する商工会議所会員へのアンケート（金融庁実施））、改正貸金業法を見直す前提事実は存在せず、「想定していなかった経済情勢」を理由として規制を緩和すると多重債務問題が再燃しかねないとして、改正貸金業法の完全施行を求める会長声明を発表した。2010年（平成22年）4月20日、政府は改正貸金業法の完全施行(借入総額を年収の3分の1に制限する総量規制を含む)を2010年（平成22年）6月18日に実施することを閣議決定した。
2010年（平成22年）6月18日、改正貸金業法が完全施行され、同時に出資法の上限金利は29.2%から20%に引き下げられ、みなし弁済制度は廃止された。改正貸金業法の完全施行に伴い、過剰な貸付を防止するために「個人向け貸付け」の借入総額が、原則として年収等の3分の1までに制限される「総量規制」が実施された。(ただし、個人が事業用資金として借入れる場合は原則として総量規制の対象外とされるなど例外もある。総量規制に違反した貸付けをおこなった貸金業者は行政処分の対象となる。借り手は年収の3分の1を超える借入れがあっても、貸金業者から新規の借入れが不可能になるだけで、すぐに年収の3分の1の額までの返済を求められるわけではない。なお、銀行による貸付けは貸金業法による総量規制の対象外である。)
日本貸金業協会が2010年（平成22年）1月25日に発表したアンケート調査によると、貸金業者からの借入がある企業経営者、個人事業主の約8 割が、2006年（平成18年）と比較して経営環境が「厳しくなった」と回答しており、直近一年間で借入を貸金業者に申込んだ企業経営者、個人事業主のうち、「最終的に希望どおりの金額で借入できた」と回答した割合は40%（昨年度の調査結果と比較して12ポイント減少）となっている。
貸金業法改正が多重債務者救済や、景気、GDP、地方経済に与える影響、またヤミ金融などの地下経済に与える影響については、科学的な研究が待たれる。
| 1. 改正貸金業法完全施行後に貸金業者に借入れ申し込みを行った者の借入れの状況 (ベース:3年以内貸金業からの借入れ経験者) |             |              |             |
| | 22年3月実施 | 22年11月実施 | 23年4月実施 |
| 全て希望通りの金額で借入れができた                                                                                   | 83.2%       | 69.7%        | 74.4%       |
| 希望通りの金額で借入れができないことがあった                                                                         | 16.8%       | 15.1%        | 15.6%       |
| 借入れができなかった                                                                                                 |             | 15.2%        | 10.1%       |
| 2. 1.において、希望通りの金額で借入れできなかった者の対応(複数回答)                                                  |             |              |             |
| | 22年3月実施 | 22年11月実施 | 23年4月実施 |
| 支出を控えた・諦めた                                                                                                 | 62.3%       | 56.9%        | 49.6%       |
| 親類・友人等からの援助・借入れ                                                                                       | 36.9%       | 24.0%        | 25.8%       |
| アルバイト等による収入増加に努めた                                                                                   | 16.4%       | 13.0%        | 16.3%       |
| 銀行のカードローンの借入れ                                                                                           |             | 11.8%        | 12.9%       |
| 預貯金の取り崩し |             | 11.8%        | 11.2%       |
| ヤミ金からの借入れ                                                                                                   | 3.0%        | 0.3%         | 2.1%        |

| 年   | 被害人員(人) | 被害額(億円) |
| ---- | ------------ | ------------ |
| 2002 | 122,115      | 159.83       |
| 2003 | 321,841      | 322.36       |
| 2004 | 279,389      | 348.27       |
| 2005 | 173,399      | 237.78       |
| 2006 | 154,511      | 199.75       |
| 2007 | 148,543      | 303.89       |
| 2008 | 141,394      | 293.33       |
| 2009 | 94,211       | 198.36       |
| 2010 | 76,575       | 115.10       |

## 広告活動
1990年代以前は、積極的な広告活動はなされていなかったが、以後は大手業者を中心にメディアへの露出が多くなった。しかしながら前述した各種諸問題の発生により、貸金関係（特に個人向け無担保融資）の広告について、業界団体である日本貸金業協会による自主的な再規制が行われるようになった。

### テレビCM
消費者金融業者のテレビCMは、1970年頃から放映されるようになった。1969年（昭和44年）にプロミスが、1975年（昭和50年）にはアコムが、それぞれテレビCMを出稿している。ただ、一方でこの頃から強引な貸付や取り立てなどが社会問題化していき、当時は一般的に「サラリーマン金融業者」（略して「サラ金業者」）と呼ばれていたため「サラ金問題」「サラ金地獄」という言葉が定着するとともに、1976年頃からはマスコミ各社による「サラ金批判」の風潮が劇的に高まったことで、1977年（昭和52年）に日本民間放送連盟が消費者金融業者のCM排除の申し合わせを行った。 これにより、民放各社は消費者金融業者のCMを一律に放送しないという立場をとるようになった。
但し、東京12チャンネル（現・テレビ東京）や在京キー局のネットワーク系列に属しないサンテレビやKBS京都などのいわゆる独立UHF局では、それ以降も消費者金融業者のテレビCMを継続して放送しており、日常的に目にすることができた。特にこの頃から、様々な演出（コミカルなもの、武富士ダンサーズなど安心・安定感のイメージを与えるもの）で利用（融資）を促す内容の作品が制作・出稿されるようになった。
1983年に貸金業法と出資法が改正・施行されたことにより、消費者金融業界では悪質な業者が徹底的に排除されていった。一方で、生き残った消費者金融業者は経営の合理化や強固な基盤の樹立、そして社会的な信頼回復に積極的に努めたことで、民放各社は徐々に規制を緩和するようになり、深夜時間帯を中心に再び消費者金融業者のテレビCMが放送されるようになっていった。
1990年代に入ると自動契約機の登場に合わせて、一定の知名度を持つタレントや外国人スポーツ選手らが挙って出演するようになり、“お金に困った → 自動契約機へ行こう・電話しよう”という単純明快な作品が大量出稿されるようになった。消費者金融と関わったことのない視聴者に対して、消費者金融に対する暗いイメージの払拭を図ることにある程度成功したと見られる。実際に、アコムが制作した「むじんくん『宇宙 限定モデル』篇」は全日本シーエム放送連盟（ACC）主催のCMフェスティバルでACC賞を受賞するなど、業界の枠を超えて注目を集めた。
ただ、消費者金融各社とも競って自動契約機のCMを大量に出稿したことで、安易に借金できるような風潮を生み出したことに対する批判の声も高まっていった。そこで消費者金融各社は、1990年代後半には自動契約機に関するCMの放映を控えるようになった。例えばアコムでは、CM中に映っていた「むじんくん」の広告看板から「むじんくん」の文字だけを消したり、CM演者が歌っていた「ラララむじんくん、ラララむじんくん」のフレーズを「ラララララララ、ラララララララ」としたりするなどした。一方で、独立UHF局では旧来のバージョンそのままで放映されており、この頃までは在京キー局のネットワーク系列に属する放送局とそうでない放送局とで消費者金融業者のCM放送に対するスタンスが大きく異なっていた。
2000年代に入ると、消費者金融のテレビCMは、在京キー局5社全てで全日時間帯での放送が解禁となった。 2002年（平成14年）にはアイフルのCMでタレント犬（くぅ〜ちゃん）が出演したことで消費者金融の仕組みを詳しく知らない（金融教育を受けていない）未成年者らにもCMのイメージが広く浸透するようになった。なお、武富士・アコムなど一部業者では1990年代後半よりCM本編上に貸出金利・貸出条件などを細かい文字のテロップで表示するようになったが、当時は強制ではなかったため貸付利率などを表示しない業者も多かった。

その後、日本弁護士連合会などのテレビCMの中止を求める意見書を受け、2005年頃から「午後5時 - 9時までは放送しない」とする方針を決定した。また、消費者金融の意図を伝えていないもの、警告表現のないものは規定不適合とされるようになった。特に在京キー局では各局ごとの表現考査を通過しても『消費者金融CMに関する在京局連絡会』に上げられる仕組みが確立された。連絡会で他局の担当者も含めて再度考査を受け、個別局・連絡会の両方で受理決定を受けた素材のみが放送用として搬入できる。この規定によってCMの差別化が困難になり、長らく放送されていた「コミカルなストーリー」「ポジティブな演技」といったコマーシャルが姿を消し、制服を着た女性店員（タレント・エキストラ、実際の社員など）が「事前に無理なく計画を立てましょう」を比喩的に表現した（“後で返せなくなりますよ”を暗示）、業界間で内容が似通ったCMが中心となった。また、これを機に自動契約機のCMも姿を消した。その後、2010年代以降は再びコミカルなストーリーをメインとしたCMが復活するようになった一方、一部の会社では自社の社会貢献活動をアピールするCMも制作されるようになった。この時期には消費者金融業者の再編が進み、その大半が大手都市銀行のグループ傘下となったこともあり、それをアピールするロゴやメッセージも追加されるようになった。
さらに、2006年（平成18年）4月からは、午前7時 - 9時と午後5時 - 10時までは放送できなくなった。午後10時から深夜0時までの時間帯における放映数上限は50本とすることになり、各社のCMをそれぞれ月間100本までに制限することとした。
かつては、最後に「ご利用は計画的に」「使いすぎ、借りすぎに注意しましょう」などの1・2文程度の簡潔な注意文が表示されていたが、過払い金返還訴訟や取り立て問題が表面化した2005年頃から専業大手の注意文の表示手法が下記のように統一されるようになった（2003年からアコムで使用していたもの）。
```
● 契約内容をよくご確認ください。
● 収入と支出のバランスを大切に。
● 無理のない返済計画を。
○○○○（企業名）
「ローン・キャッシング Q&A BOOK」を店頭で差し上げています（現在は非表示）。
```

### ラジオCM
ラジオでは、大手の他に中堅会社のCMも多く出稿されていたが、2000年代後半以降テレビのそれと同じ非常に厳しい規制が敷かれ、在京局に限れば上場している大手専業ないしは銀行傘下以外の会社は事実上締め出された。また、テレビと同様に『消費者金融CMに関する在京局連絡会』が設けられ、個別局と連絡会による2段階の考査に合格しなければ一切放送できなくなった。

### 新聞広告
全国紙には、主に大手業者の広告が多く掲載される。1990年（平成2年）頃までは全国紙に広告はなかったが、大手の株式上場のころから新聞社の掲載基準が変更されたのか、広告を見かけるようになった。ただし、全国紙に限れば改正貸金業法が施行した2009年（平成21年）6月以降は消費者金融会社の広告が減少し、代わりに銀行カードローンの広告を見かけることが増えている。
一方、スポーツ紙や夕刊紙では、大手業者以外にも三行広告の形で、業歴の浅い中小業者が広告を掲載しているケースが多い。スポーツ紙や夕刊紙の広告は、かねてから誇大広告や多重債務への引き金などの問題がいわれており、2008年（平成20年）4月21日の紙面を対象に金融庁などが広告を調査した結果によると、約8割の業者が表示項目の欠落や誇大表現などの不適正な広告を行っているとされ、該当業者に対しての行政指導が行われた。

### 雑誌広告
青年漫画雑誌（『モーニング』『ヤングキング』など）をはじめとする、成人男性を主な読者層とした趣味・娯楽色のある各種雑誌にも大手会社の全面広告や、スポーツ紙の三行広告と同様の乗り合い広告（企画広告）が掲載されている。成人女性を読者層とした女性週刊誌やレディースコミックでは前者と異なり、女性専用キャッシングの広告が中心となり、それを扱う業歴の浅い中小業者の企画広告の掲載が多い。
週刊誌においても掲載されているが、そのうち武富士は融資の申し込みを促す内容を廃した企業イメージ広告を『週刊朝日』および『ZAITEN』などの財界雑誌に出稿していた。
週刊朝日については、武富士が2000年（平成12年）7月から51回（約1年間）のグラビア連載記事企画の編集協力費として5000万円を支払っていたが、その連載記事にはスポンサーの記述が一切無かった。これを『週刊文春』が2005年（平成17年）3月末に追及したが、朝日新聞へ出稿した当該号の雑誌広告では、記事題名の一部が広告代理店側によって黒塗りされた状態で新聞紙に印刷される事態となっている。

### 交通広告
電車内や駅構内などの広告スペースに、専業大手や銀行グループ、不動産担保融資の貸金業者の広告が掲示されていることが多い。内容のレイアウトなどは#雑誌広告と同一であることが多い。

### 球場広告
かつては野球場にも多く広告掲示があったが、2003年（平成15年）に東京ドームが4社あったものを契約満了で全廃してから、横浜スタジアムや千葉マリンスタジアムなど、各地でこれに追随する動きが相次いでいる。なお、運営会社の東京ドームは2006年（平成18年）まで中小消費者金融に対して運転資金を融資する卸金融の「後楽園ファイナンス」などが関係会社にあり、売却に伴う損失発生まで卸金融事業の利益が東京ドームの一定の収益確保に貢献していた。

### 自動契約機の宣伝
自動契約機のCMは、同業のCM規制緩和に伴い登場した。大手6社では、「いらっしゃいましーん」（プロミス）、「むじんくん」（アコム）、「お自動さん」（アイフル）、「￥（エン）むすび」（武富士）、「ひとりででき太」（レイク）、「ポケットバンク」（三洋信販）など、ウィットに富んだネーミングが特徴である。これは前述したとおり、暗いイメージを払拭するための試みであり、これらのCMは話題を呼び、表向きのイメージ改善には成功している。特にアコムの「むじんくん」のCM（セイン・カミュらが出演）は宇宙人をモチーフにしたコントが一世を風靡し、CMソングも流行した。
時期を前後して、アイフル「お自動さん」のイメージキャラクターであるお地蔵5人がダンスしていたSatchomo（サッチョモ）の「お地蔵サンバ」や、武富士のCMのタイアップとして長山洋子の「むすばれたいの」等のCMソングがCD化され発売された。

### 「ストップ! 借りすぎ」キャンペーン
武富士、アコム、プロミス、アイフル、三洋信販、CFJ、GEコンシューマー・ファイナンスの7社合同で、「ストップ! 借りすぎ」というキャンペーンが、2006年（平成18年）6月9日から2007年（平成19年）3月頃まで実施されていた。
「まだ借りても大丈夫」、「返済はどうにかなる」といった考えの危うさに気づき、多重債務に注意してください、といったキャンペーン内容で、“グラスに注ぎ続けた水が溢れ出す”（グラスの容積が限度を、水は借金を表している）というテレビCMも放映されていた。
また、各社独自のCMの最後も「ストップ! 借りすぎ」という統一ナレーションに差し替えられていた。

### CM出演者
#主な消費者金融会社に挙げている内部リンク先の各社のWikipedia記事を参照のこと。

### キャッチフレーズ
集客のために、多くの会社がキャッチフレーズを決めている。「返済を計画的にしましょう」、といった表現がされているものが多く、CM内で使われているのもあれば、店頭で使われているのもある。
- 武富士 「￥shop (エンショップ)」
- アコム 「はじめてのアコム」→「ちゃん〜とアコム」(2009年3月から現在は再び「はじめてのアコム」が使用されている)
- プロミス 「きいろいかんばんプロミス」→「相談できる。」→「約束よ」→「チェックしてプロミス」→「マネーにもマナーを。」→「あなたの「いま」へ、まっすぐ。」→「パッと! ピッと! プロミス」→「あなたに いいねを プロミス」
- ポケットバンク(三洋信販) 「タラララッタラ〜♪」→「まじめにきちっと。」→「ポケットに、おさまる計画を。」
- レイク(新生フィナンシャル) 「事前にしっかりチェックしよう!」→「フレッシュ計画!」→「ご利用計画にも余裕を。」→「余裕のある返済計画を。」→「あなたらしくを、新しく。」→「あ、新時代。」
- ディック - 「話せる! ディック。」→「あなたに、グッドバランス。」
- しんわ - 「あんしんはしんわ。」
- アイフル - 「どうする? アイフル!」→「わかってるぅ〜 アイフル」→「愛がいちばん。アイフル」
- トライト - 「ファイト! ファイト! トライト!」
- エイワ-「笑顔で話せる。」「お客様第一のエイワ。」

### 融資の勧誘
大手・準大手の消費者金融の多くは契約を行っていない者に対して、ダイレクトメールや電子メールでの融資勧誘は一切行っていない。
これらやその関連会社を名乗って一方的に送りつける（広告物を無断使用し電話番号などを書き換える）ダイレクトメールや電子メールはまず偽物と思ってよい。融資詐欺（貸します詐欺）の可能性が高い。
ただし、電話営業については、既存の契約者を対象に行われる場合がある。
電子メールについては、消費者が会員となっている各種サービスサイト（ポイント交換サイトのGポイントやネットマイル、まぐまぐ、プロバイダのセールス情報など）の公式メールマガジンを介して消費者金融の申し込みを勧誘する内容（アフィリエイト）があるが、これは公式な内容であり、虚偽の融資詐欺には含まれない（メールマガジンが不要であれば、会員がメールマガジンの配信元のサイトで配信停止手続きをするか退会する必要がある）。

### サラ金ビル
かつては全国各地にサラ金業者だけが多数入居する、いわゆるサラ金ビルというものが存在した。しかし景観上の問題や、借金を煽るという理由、大手もしくは準大手の業者以外は2000年代以降廃業や合併が相次いだこともあり現在はあまり見られなくなった。有名なサラ金ビルとして、札幌市豊平区平岸の藤井ビルなどが挙げられる。かつてこのビルには地場金融のアースやパスキー、アコムなど大手・準大手金融が多数入居しており、サラ金ビルとして全国的に有名であったが、現在はアコムなど3社のみとなっている。

## 主な消費者金融会社
- 信販及びクレジットカード会社の融資については、該当会社のWikipedia記事またはローンカード記事を参照のこと。
- 法的整理により倒産（破産・民事再生法申請・会社更生手続き中）した企業は★印、M&Aなどにより他社と合併あるいは消滅した企業は☆印を便宜上付記。

### 専業大手
貸金業者のうち消費者金融を主事業とし、2000年（平成12年） - 2009年（平成21年）の間に会社単体または親会社（支配会社）が株式上場していた企業。このうち、規模（貸付高・資産）の大きい武富士・アコム・SMBCコンシューマーファイナンス（プロミス）・アイフル・レイク・三洋信販（消滅）は消費者金融大手と位置づけられている。
1997年（平成9年）2月に、武富士・アコム・プロミス・アイフル・三洋信販が「消費者金融5社連絡会」を結成。同年5月に旧・レイク（現法人とは別会社）も加入し消費者金融連絡会と改称。連絡会では消費者金融の計画的な利用を啓発するテレビコマーシャルを放送し、学者風の出で立ちをした「タパルス（TAPALS）博士」が登場する。博士の名前は加盟会社の頭文字を本社所在地の東から西に並べた（Takefuji・Acom・Promise・Aiful・Lake・Sanyo）ところから付けられたものである。消費者金融連絡会は2009年（平成21年）4月30日にホームページを閉鎖した。
「レイク」は1998年（平成10年）に米・GEキャピタル傘下のGEコンシューマー・クレジット（当時）が事業承継し、2003年（平成15年）4月に連絡会を脱退した。なお、当初から連絡会のメンバーである三洋信販と同規模であったため、脱退後もそのまま大手6社として数えられることが多かった。
「レイク」を手がけるGEコンシューマー・ファイナンスは2008年（平成20年）に新生銀行子会社となり翌年新生フィナンシャルへ社名変更、資本構成上は完全な銀行系となる。三洋信販は2010年（平成22年）にプロミスが吸収合併し法人格が消滅した。また、「レイク」の商標と店舗網などは2011年（平成23年）10月1日から親会社の新生銀行が承継し、銀行カードローンへ鞍替えして新規展開が行われる（それまでのレイク契約者は「新生フィナンシャル カードローン」として新生フィナンシャルと契約が継続する）。
また、アコムは三菱東京フィナンシャルグループ（現三菱UFJフィナンシャルグループ、MUFG）との業務提携を経て2008年（平成20年）12月にMUFGの連結子会社となり（上場は維持）、プロミスも三井住友フィナンシャルグループ (SMFG) との業務提携、三洋信販の吸収合併を経て、2012年（平成24年）4月にSMFGの完全子会社となった上で同年7月に商号をSMBCコンシューマーファイナンスに変更（サービス名称は「プロミス」を維持）しており、経営破綻した武富士を除くと、2012年時点で現存する専業大手で独立系であるのはアイフルのみとなっている。
専業大手及び専業大手の子会社。
- TFK（前:武富士）★ （関東財務局長 第00020号、従来の消費者金融事業は吸収分割のうえ日本保証が承継）
- アコム （関東財務局長 第00022号）
- SMBCコンシューマーファイナンス （関東財務局長 第00615号）
  - 三洋信販☆ （福岡財務支局長 第00015号）
- アイフル （近畿財務局長 第00218号）
  - ネットワンクラブ☆ （東京都知事 第29729号）
  - idクレジット☆ （東京都知事 第29730号）

### 銀行系消費者金融
銀行系消費者金融とは、設立当初、主に銀行と大手専業会社（一部信販会社などとも）の合弁で2000年（平成12年）から2002年（平成14年）頃迄に設立された消費者金融会社である。主にサラリーマンや公務員など継続的に安定収入のある人物を対象としているが、銀行本体のカードローンでは収入などの属性で借入が難しい人物で、専業会社で借りるには（専業会社から見て）高属性の人物であるといった、銀行ローンと専業の中間クラスのような層が対象である。
資金面で出資者である銀行等のバックアップがあるなどして、利息制限法の基準の範囲内の貸出利率で営業しており、専業会社と違って有人店舗を持たない点が特徴的である（ダイレクトマーケティング）。郵送や電話・インターネットなどで申込し、比較的短時間（1時間程度）で審査の可否が決定し、契約が成立次第ローンカードを郵送するなどして利用が可能になるものである。
この申込み時の審査に、出資者である消費者金融会社に蓄積されたデータとノウハウを活用することによって、迅速な審査の可否判断が可能になっているほか、万一、延滞事案などが生じた際の債権回収なども実質的に消費者金融会社側が請け負う様になっているのがほとんどである。消費者金融と言う言葉や金融会社に抵抗を覚える人も数多くいる事から、当初から「○○銀行グループ」などと強調したり、「個人向けローン会社」などの表現を全面的に出すものが多い。
設立当時はグレーゾーン上限金利での貸付が通常であった専業の消費者金融よりも金利が10%前後も低いことと、銀行系であることを強調した宣伝を行っていたが、最近では、専業大手も大手銀行系グループの一員となったり、概ね2007年（平成19年）以降に契約した新規顧客に対してはグレーゾーン金利を撤廃して銀行系金融業者と同等以下の金利に引き下げる等の施策を行った結果、両者の差異はほとんどなくなり、現在では専業と銀行系の区別と存在意義は曖昧なものとなってしまっている。
弁護士・認定司法書士等が任意整理を受任した場合は、利息の引き直しはなく、将来利息は原則として付けずに残債務を一括・分割返済（3 - 5年）する。
銀行系消費者金融（銀行が消費者金融参入のために設立した企業）
- 三井住友カード （近畿財務局長 第00209号） - 2023年7月に三菱東京UFJ銀行・プロミスの合弁、2014年よりSMBCコンシューマーファイナンス傘下のSMBCモビット（関東財務局長 第01239号）を吸収合併、同社のローンブランドとなる[68]。
- DCキャッシュワン☆ （関東財務局長 第01279号） - 三菱東京UFJ銀行・三菱UFJ信託銀行・アコムの合弁。2009年5月にアコムに吸収合併し、2011年12月に新規契約終了、2012年5月にじぶん銀行に分割譲渡。
- アットローン☆ （関東財務局長 第01236号） - 三井住友銀行・プロミスの合弁。2010年5月に新規受付終了、2011年4月にプロミスに合併。
- 楽天カード （旧・あおぞらクレジット）（関東財務局長 第01486号） - あおぞら銀行・オリックスの合弁（2004年（平成16年）に楽天が買収し、2008年（平成20年）に貸付業務をイーバンク銀行へ譲渡に伴い信用保証業務に特化、2011年（平成23年）に楽天KCからクレジットカード業務の一部譲受を受け、楽天カードとなる）

#### 資本参加によるもの
専業会社として設立され、銀行の資本参加（出資・買収）により銀行子会社にあるもの。
- 新生フィナンシャル （レイク・新生フィナンシャル カードローン、関東財務局長 第01024号） - 新生銀行の子会社。ただし、専業大手（GEコンシューマー・ファイナンス）を買収したもの。「レイク」は2011年（平成23年）10月1日の新規募集分から新生銀行へ承継され、銀行カードローン（新生銀行カードローン レイク）となる。
  - 新生パーソナルローン （関東財務局長 第01188号、旧シンキ）
    - アルコ☆ （関東財務局長 第00065号）
    - パン信販★ （東北財務局長 第00146号）
- アプラス（近畿財務局長 第00809号） - 三和銀行系であったが、新生銀行に買収。
  - アプラスフィナンシャル⭐︎
- TSBキャピタル（関東財務局長 第00726号） - 東京スター銀行完全子会社（法人格は前身の東京シティファイナンス）
- J.Score （関東財務局長 第01510号）- みずほ銀行とソフトバンクが設立した合弁子会社。フィンテックを活用した個人向けAIスコアレンディングサービスを提供するみずほ銀行の連結子会社。

### 専業中堅
専業大手子会社に属さない独立資本だが、地域規模で準大手の会社。経営の弱体化により持株会社に買収された会社が多い。
- エイワ（関東財務局長 第00154号 日本貸金業協会会員 第001053号）対面与信が特徴で初回契約時に来店が必要。
- オリックス・クレジット （関東財務局長 第00170号）- NTTドコモ・オリックス合弁。かつては三井住友銀行からも出資を受けていた。2004年にオリックスの完全子会社だったオリックス倶楽部☆を合併。
- RHインシグノ★ （旧さくらパートナー←アース←マルプラザ←マルプラザ丸産業←丸産業、北海道財務局長 第00001号） - 後に貸金業を廃業し、リラエンタープライズへ商号変更。2017年（平成29年）7月に破産手続開始決定。2018年会社清算完了。
- クレディア★（東海財務局長 第00040号）
- しんわ（福岡財務支局長 第00108号） - 2007年（平成19年）11月末限りで消費者金融業から撤退、現在は事業者向けのみ
- ニッシン★（現NISグループ、四国財務局長 第00016号） - 債務超過により2010年12月末限りで貸金業を廃止。2012年11月に破産手続開始決定、2013年9月破産手続き完了
- マキコーポレーション★ （本田ちよ、東京都知事 第11458号） - 旧社名千代田トラスト、2007年（平成19年）以降は新規貸付を停止、2009年（平成21年）5月に民事再生法適用申請
- マルフク☆ - 元は電話担保金融業者であるが無担保融資も手がける。2002年（平成14年）にディックへ店舗の大半を譲渡し、2005年（平成17年）に無担保融資事業を別会社へ譲渡し、新規取扱終了。2009年（平成21年）1月に貸金業を廃業。
- ダイレクトワン★(旧丸和商事)（東海財務局長 第00027号） - ニコニコクレジット、アイリス、e-NIKOのブランド名で事業を行っていた。2011年（平成23年）4月に民事再生法の適用を申請、2012年（平成24年）3月に丸和商事の100%減資と第三者割当増資によってスルガ銀行の完全子会社となった。
- ユアーズ （東海財務局長 第00051号）

### 外資系
- CFJ （旧:アイク、関東財務局長 第01265号） 2008年（平成20年）11月28日より新規受付を中止中。2016年8月に貸金業登録の更新を見送ったため、完全に廃業した。
  - ディック☆
  - ユニマットレディス☆

- アエル★ （関東財務局長 第00358号）2008年（平成20年）3月24日、東京地裁へ民事再生法適用申請 現在貸し付け停止。ホームページも現在存在しない。事実上の廃業。

### クレジットカード系
クレジットカードを本業とするノンバンクの子会社。
- セゾンファンデックス （関東財務局長 第00897号）
- エー・シー・エスファイナンス☆ （関東財務局長 第01160号）。2007年（平成19年）にイオンクレジットサービスが吸収合併。
- アルファオーエムシー☆ （関東財務局長 第01247号）

### 持株会社系
経営が弱体化した中堅会社を実業家らが買収し、グループに組み入れたもの。クラヴィスのように当初の親会社（プロミス）がバルクセールで投げ売りしたものを買収し、譲受債権の回収などで収益を上げる事例が多い。
Jトラスト系
- Jトラスト（旧:イッコー、事業者金融へ転換）
  - 日本保証（旧:ロプロ←日栄、Jトラストフィナンシャルサービスを2010年（平成22年）12月に吸収。2012年3月1日に「武富士」の消費者金融事業を吸収。）
  - Jトラストフィナンシャルサービス☆ （旧：ステーションファイナンス、近畿財務局長 第00120号）
    - プリーバ☆（関東財務局長 第01258号）

  - JTインベストメント (旧ネオラインホールディングス) - 2012年（平成24年）7月に子会社化
    - クレディア (旧フロックス) （東海財務局長 第00165号）- 2008年（平成20年）10月にクレディア★の資産を譲受。

旧ネオラインホールディングス系
- クロスシード★（旧：ネオラインキャピタル、かざかファイナンス、ライブドアクレジット、ロイヤル信販） （関東財務局長 第00028号） 2012年1月31日貸金業を廃止、2012年1月に株式が第三者に譲渡されネオラインホールディングスの子会社から外れる。2016年1月破産手続きが完了し解散。
  - SFコーポレーション★（旧:三和ファイナンス） - 2008年（平成20年）9月17日 に子会社化。2011年8月に破産。
- ギルド(旧ヴァラモス←トライト←ハッピークレジット・信和・山陽信販)（近畿財務局長 第00728号） - 2009年（平成21年）10月にアイフルより譲受。2012年1月に株式が第三者に譲渡されネオラインホールディングスの子会社から外れる。
- アペンタクル(旧ワイド)（関東財務局長 第00271号） - 2009年（平成21年）10月にアイフルより譲受。2012年1月に株式が第三者に譲渡されネオラインホールディングスの子会社から外れる。
- コムレイド(旧ティーシーエム) （関東財務局長 第01341号） - 2009年（平成21年）10月にアイフルより譲受。2012年1月に株式が第三者に譲渡されネオラインホールディングスの子会社から外れる。
- クラヴィス★（旧タンポート←クオークローン←ぷらっと←リッチ） - 2009年（平成21年）4月1日プロミスより譲受。2012年1月に株式が第三者の消費者金融会社バッカスに譲渡されネオラインホールディングスの子会社から外れる。2012年（平成24年）7月に破産。
- 咲永 (旧フロックスカード←セシールクレジットサービス) - 2009年（平成21年）4月1日プロミスより譲受。2012年1月に株式が第三者に譲渡されネオラインホールディングスの子会社から外れる。
- サンライフ - 2009年（平成21年）4月1日プロミスより譲受。同年7月に同名の新法人に分割し、旧法人をネオラインホールディングスに改組。2012年5月に株式が第三者に譲渡されネオラインホールディングスの子会社から外れる。

MEDSホールディングス系
- MEDS CLAN - 旧商号、クラン、パスキー （北海道知事石 第01369号）。2009年（平成21年）10月にアイフルよりネオライングループ入り。2011年9月にネオラインホールディングスからMEDSホールディングスへ譲渡。
- エイシン産業
- CURAPO

NK3ホールディングス系
- ネットカード★(旧GMOネットカード←オリエント信販) - 2017年（平成29年）11月に破産。2019年（令和元年）6月破産手続きが完了し解散。
- エヌシーキャピタル

### 独立系
上記項目に属さないもの（金融系以外の事業会社傘下の消費者金融）
- SBIカード（東京都知事 第28634号） - 旧:SBIイコール・クレジット←アスコット、スワン・クレジット

## 日本国外

### アメリカ
アメリカでは、サブプライム問題で日々の生活費の調達が困難になった個人がペイデイローン (payday loan) を利用するケースが増え、ペイデイローンを取り扱う企業の収益が増加している。ペイデイローンの利息は年利率換算で数百パーセントに達する場合がある。

### 中国
中華人民共和国では、従来消費者金融は認められていなかったが、2009年5月12日、中国銀行業監督管理委員会は消費者金融の制度導入に向けたパブリックコメントを開始した。香港では日系企業としてプロミスの現地法人、独立系の日本網絡通財務が営業している。
2010年、プロミスが深圳市で現地企業との合弁で消費者金融事業の認可を取得。2011年に瀋陽市で営業許可を取得した。

### 韓国
韓国では、業界1位の「ラッシュ・アンド・キャッシュ」（在日韓国人が設立）、業界2位の「三和マネー」（三和ファイナンスの韓国子会社）の日系消費者金融業者で、業界シェアの半分以上を占める。100パーセントを超える金利での貸付や、ヤミ金融業者の横行、厳しい取立てが行われていたため、日本同様社会問題化している。上限金利は段階的に引き下げられ、現在では24%となっている（2018年2月8日現在）。上限金利が日本より高いため、上限金利引き下げで経営が厳しい日本の消費者金融業者が韓国に進出を検討中といわれている。イメージの悪い消費者金融専業事業者が、貯蓄銀行を買収して間接的に消費者金融市場に参入する動きがある。かつてのKCカード、会社分割後のJトラストカード）、SBI、オリックスなど日本の金融会社が貯蓄銀行を買収している。

## その他
要保証人または有担保の商品への借り換えは債務整理（任意整理、破産、調停、民事再生等）、過払い請求の障害になることがある。
クレジットカード業を営む企業においては、販売信用業務よりも消費者金融業業務による収入の方が多い状況となっていた。しかし、貸金業法改正、過払い金返還請求により収益が悪化。トヨタファイナンスなどのように、消費者金融業務から撤退する企業も現れた。